# Parc Bazilescu (metropolitana di Bucarest)
Parc Bazilescu è una stazione della linea M4 della metropolitana di Bucarest.

## Storia e descrizione
Aperta al pubblico il 1 luglio 2011, fino al 2017 questa era la stazione terminale della linea M4 della metropolitana quando lo stesso anno è stata inaugurata la nuova stazione terminale della M4, Străulești.
Nel progetto originale della linea M4 della metropolitana di Bucarest, la stazione Parc Bazilescu non era prevista. La sua esistenza si deve al fatto che, nel 1989, le gallerie furono scavate fino all'attuale ubicazione della stazione, ma i lavori furono interrotti. Quando la costruzione riprese nei primi anni 2000, si optò per realizzare una stazione all'estremità dei tunnel esistenti. Questa decisione fu presa per accelerare la messa in operatività di questa porzione della linea. La particolare forma "tubolare" delle piattaforme della stazione riflette la configurazione dei tunnel scavati precedentemente.